# غدب كبير الثمار
غدب كبير الثمار (باللاتينية: Scrophularia macrocarpa ) هو نوع نباتي يتبع جنس الغدب من الفصيلة الغدبية.